# The Veils

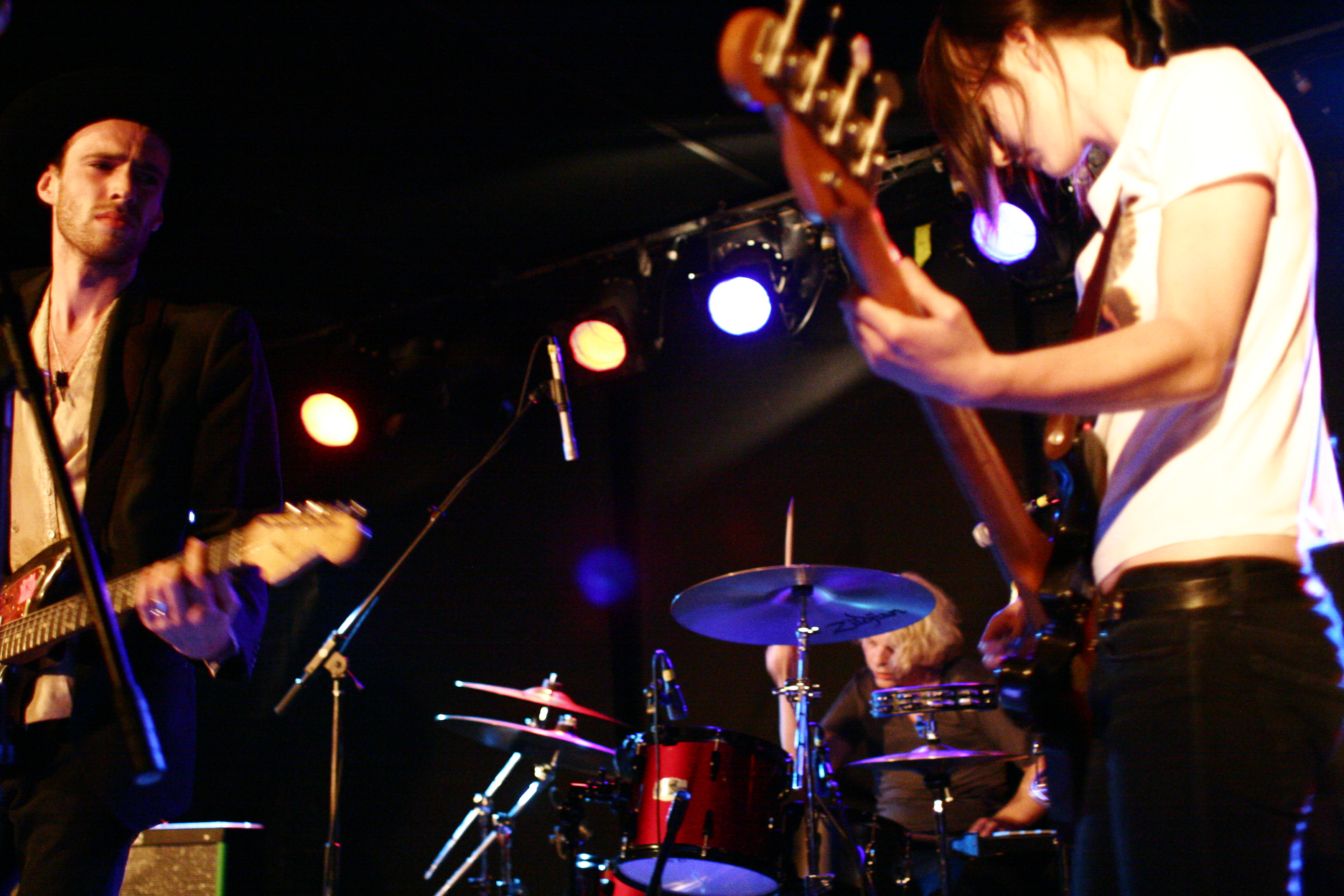
The Veils, 2007

The Veils ist eine Rockband aus Neuseeland, die in London, der Geburtsstadt ihres Frontmannes (Singer und Songwriter) Finn Andrews, Sohn des XTC-Keyboarders Barry Andrews, ansässig ist.

## Bandgeschichte

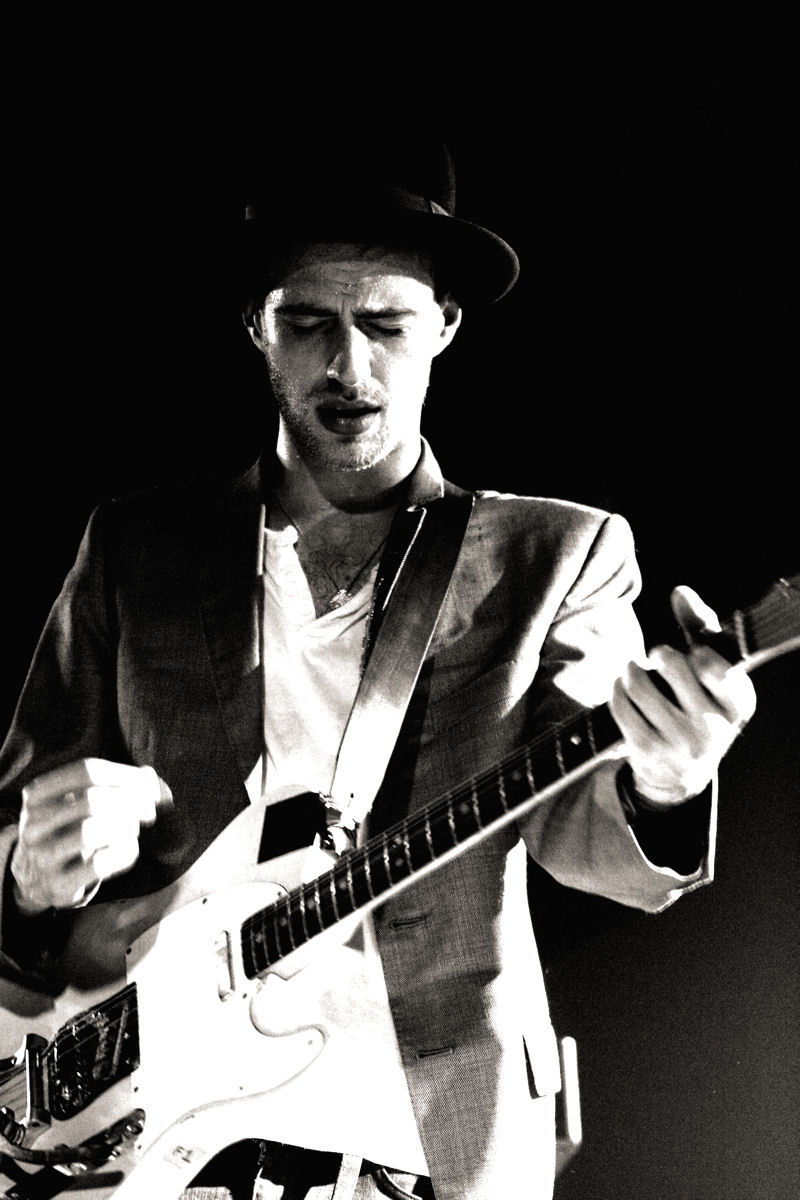
Finn Andrews

Finn Andrews begann mit der Musik in Devonport in einem Folk-Club, der sich auf halber Höhe eines erloschenen Vulkans in einem alten Bunker aus dem Zweiten Weltkrieg befand. Dort spielte er in einer zwölfköpfigen Band für drei Jahre und schrieb erste eigene Songs.
Mit 16 Jahren verließ Andrews die Schule und zog nach London, um eine Band zu gründen und ein Label zu finden, mit dessen Hilfe er seine Kompositionen aufnehmen könnte. Geoff Travis von Rough Trade Records verhalf ihm zu einem Vertrag bei Blanco Y Negro. Die Aufnahmen für das Debütalbum The Runaway Found begannen 2001. Noch während der Aufnahmen kam es zu Zerwürfnissen zwischen der Band und dem Plattenlabel, die 2003 in einem Gerichtsstreit gipfelte. The Veils erhielten die Rechte an den bisherigen Aufnahmen und konnten das Album bei Rough Trade Records beenden.
Das ursprüngliche Line-up der Veils löste sich Ende 2004 auf. Andrews kehrte nach Neuseeland zurück, um eine neue Formation auf die Beine zu stellen. Den Sommer über probte er mit zwei Klassenkameraden aus der High School. Zusammen mit Liam Gerrard (Keyboard) und Sophia Burn (Bass) kehrte er als Trio nach London zurück.
Das Album Nux Vomica wurde in Los Angeles aufgenommen, Produzent war Nick Launay. Es erschien in den ersten September-Tagen des Jahres 2006. Nux vomica bezeichnet einen Tropenbaum, aus dessen Fruchtkernen Strychnin gewonnen wird. Der Giftstoff soll in homöopathischen Dosen ein Heilmittel sein. Diese Ambivalenz bezog Andrews in der Frage nach seiner Existenz und seinem Wirken auf sich selbst.
2007 wurde in dem Film Mr. Brooks – Der Mörder in Dir das Lied Vicious Traditions eingesetzt.

## Stil
Eclipsed kategorisierte The Runaway Found als Gitarrenpop mit Anleihen an Coldplay und Muse und Nux Vomica als Britpop, artverwandt mit den Rolling Stones, Nick Cave und The Vines. Laut.de bezeichnete Letzteres als melodiösen Rock und erwähnte die gängigen Vergleiche mit Starsailor und The Verve. In der speziellen Albumkritik der Internetplattform werden Bluesrock beziehungsweise Tom Waits, Leonard Cohen und Starsailor zur Orientierung angeführt. Das WOM Magazin verzichtete auf eine Stilbeschreibung und stellte nur fest, dass der Albumtitel passe, weil die Lieder mal düster-bedrohlich, mal wohltuend seien.

## Diskografie

### Alben
- 2004: The Runaway Found
- 2006: Nux Vomica
- 2009: Sun Gangs
- 2011: Troubles of the Brain (Mini-Album)
- 2013: Time Stays, We Go
- 2016: Total Depravity
- 2023: …And Out of the Void Came Love
- 2024: Asphodels

### Singles
- 2002: Death & Co.
- 2003: More Heat than Light
- 2003: Lions after Slumber (Splitsingle mit The Delays)
- 2003: Guiding Light
- 2003: Lavinia
- 2004: The Wild Son
- 2006: The Tide that Left and Never Came Back
- 2006: Advice for Young Mothers to Be
- 2007: One Night on Earth
- 2009: The Letter
- 2013: Through the Deep, Dark Wood
- 2016: Axolotl